# Marke
Marke (v italijanskem izvirniku Marche [màrke]) so ena od dvajsetih dežel, ki sestavljajo Italijo. Meji na severu z deželo Emilija - Romanja in San Marinom, na zahodu s Toskano in Umbrijo, na jugu z Lacijem in Abruci ter na vzhodu z Jadranskim morjem. Delijo se na pet pokrajin: Ancona (49 občin), Ascoli Piceno (33 občin), Fermo (40 občin) (popolnoma aktivna leta 2009), Macerata (57 občin), Pesaro e Urbino (67 občin).

## Toponimija
Ime dežele izhaja iz množine srednjeveške besede marca oz. marka v pomenu mejnega pasu, ki se je prvotno nanašala na obmejno ozemlje Svetega rimskega cesarstva, kot je Marka Ancona in druge, ki se nanašajo na starodavno regijo.

## Zemljepisna lega in podnebje
Približno 32 % površine sestavljajo gore, ostalo področje je gričevnato, razen ozkih obalnih ravnin. Ozemlje se od jadranske obale postopoma dviga proti zahodu do Apeninskih vrhov (Monte Vettore 2478 m).
Kljub obmorski legi podnebje ni sredozemsko, pač pa skoraj kontinentalno. Vpliv morja je čutiti le v vročih poletnih dneh, ko iz morja zapihajo hladnejši vetrovi. Zime so tudi ob obali ostre in dolge. V Apeninih je podnebje alpsko, z neprevročimi poletji in mrzlimi, močno sneženimi zimami.

## Zgodovina
Najstarejša zgodovina dežele sega v bronasto dobo in nato v železno dobo, ko je tod prebivalo pleme Picenov. Prvi večji razvoj so prinesli grški ubežniki iz Sirakuze, ki so leta 387 pr. n. št. na obali ustanovili, istočasno z dalmatinskimi kolonijami. mesto Ancona, ki je bilo poslej glavno središče dežele. Asimilacija Grkov z Rimljani je potekala brez spopadov, kar je privedlo do edinstvenega primera, da se je že leta 113 pr. n. št. Ancona postavljala kot "rimljansko mesto Grkov". Rimljani so pravilno razumeli, da je dežela okoli pristanišča strateško važno področje predvsem zaradi prekomorskih stikov z Dalmacijo, Egiptom in Azijo, zato so jo temu primerno ščitili in uveljavljali. Zanimiv je podatek o pokristjanjenju lokalnega prebivalstva: prva skupnost se je razvila v čast svetega Štefana mučenca, o čigar smrti so ljudje izvedeli vsled prekomorskih stikov z vzhodnim Sredozemljem. Po padcu rimskega imperija se je dežela morala braniti, kot ostali predeli današnje Italije, pred barbarskimi vpadi, predvsem Gotskimi. Po zmagi Bizantincev so bile današnje Marke, med leti 404 in 726, ena od sedmih vojaških regij Vzhodnega cesarstva (Bizantinska pentapolis). Po kratki vladi Frankov je dežela prešla v roke papežev (774) in nato Svetega rimskega cesarstva. Toda cesarska nadvlada je bila vedno šibkejša in okoli leta 1000 je začela dežela, ki je bila nasprotno vedno bogatejša, misliti na neodvisnost. Ancona se je proglasila za svobodno komuno, čemur sta seveda nasprotovala bodisi Cesarstvo, kot tudi Beneška republika, ki ni želela konkurence v Jadranu. Prišlo je do spopadov in do večkratnega obleganja mesta Ancone, ki pa ni propadlo. Z izjemo kratke nadoblasti družine Malatesta med leti 1348 in 1383, je mesto ostalo svobodno vse do leta 1532, ko je bilo ozemlje današnje dežele Marke priključeno papeški državi. Ob koncu osemnajstega stoletja je Napoleon ustanovil avtonomno deželo (Ankonitanska republika), ki je trajala le 117 dni, nakar se je spojila z ostalimi podobnimi republikami v srednji Italiji in leta 1815 je vse področje spet prišlo pod papeško nadoblast. V teh krajih so se še dolgo odvijali oboroženi spopadi med Francozi in papeževimi vojaki ter avstrijskimi zavezniki, a francoska zasedba je zbudila tudi željo po samostojnosti. Leta 1849 je Ancona proglasila neodvisnost od papeža, a Avstrijci so deželo spet zasegli. Po bitki pri Castelfidardu leta 1860 so se prebivalci Mark s plebiscitom opredelili za priključitev Kraljevini Italiji (26.775 glasov »za«, 244 glasov »proti«, 87 glasov neveljavnih).
Bombardiranje Ancone se je zgodilo med jadransko kampanjo prve svetovne vojne. Bitka pri Anconi se je zgodila med italijansko kampanjo druge svetovne vojne.
Po referendumu leta 2006 je bilo 7 občin Montefeltro ločenih od provinc Pesaro in Urbino, da bi se 15. avgusta 2009 pridružile provinci Rimini (Emilija - Romanja). Občine so Casteldelci, Maiolo, Novafeltria, Pennabilli, San Leo, Sant'Agata Feltria in Talamello.
Mesta v deželi Marke so skozi stoletja opustošili številni močni potresi, zadnjič leta 2016 (avgusta in oktobra).

## Gospodarstvo
Pred 80. leti je Marke veljala za precej revno regijo, čeprav je bila v nekaterih sektorjih gospodarsko stabilna, zlasti zaradi svoje kmetijske proizvodnje in prispevka tradicionalnih obrti.
Danes je prispevek kmetijstva h gospodarstvu regije manj pomemben, bruto vrednost, ki jo ustvari ta sektor, pa ostaja nekoliko nad državnim povprečjem. Dežela Marke ni nikoli trpela zaradi skrajnosti razdrobljenega lastništva zemljišč ali latifonda. Obdelovanje, ki je bilo v preteklosti močno razpršeno, nikoli ni povzročilo ekstremne razdrobljenosti zemlje. Glavni proizvodi so žita, zelenjava, živalski proizvodi in grozdje. Lov na tartufe je priljubljen; čeprav je zaradi uvedbe kvot pogosto vodil do 'vojn za tartufe' med lovci. Oljke pridelujejo in upravljajo tudi različni kombajni. Kljub revščini morja je to vedno zagotavljalo obilno zalogo rib, glavna ribiška središča so Ancona, San Benedetto del Tronto, Fano in Civitanova Marche.
Od 1980-ih se je gospodarstvo regije korenito spremenilo, ne da bi vendarle zavrnilo svojo podeželsko preteklost. Številne male obrtne delavnice, raztresene po podeželskih naseljih, so se posodobile in postale mala podjetja, od katerih so nekatere postale velike blagovne znamke, znane po vsem svetu (Indesit, Tod's, Guzzini, Teuco). Ta razvoj je privedel do nastanka "specializiranih" industrijskih območij, ki so še vedno donosna.
Regija še naprej privablja turiste, ki jih vedno več privlači bogata in široko razširjena dediščina zgodovine in spomenikov ter tradicionalna obmorska letovišča. Dežela Marke je dobro znana po svoji čevljarski tradiciji, s finimi in razkošnimi obrati za proizvodnjo italijanske obutve v regiji.
Bruto domači proizvod (BDP) regije je leta 2018 znašal 43,3 milijarde evrov, kar predstavlja 2,5 % italijanske gospodarske proizvodnje. BDP na prebivalca, prilagojen kupni moči, je v istem letu znašal 28.200 evrov ali 94 % povprečja EU27. BDP na zaposlenega je znašal 96 % povprečja EU.
Stopnja brezposelnosti je leta 2020 znašala 7,4 %.

## Upravne enote
Regija je razdeljena na pet pokrajin: Ancona, Ascoli Piceno, Fermo, Macerata, Pesaro in Urbino.
| Pokrajina        | Okrajšava | Površina (km2) | Št. prebivalcev | Gostota (preb./km2) |
| ---------------- | --------- | -------------- | --------------- | ------------------- |
| Ancona           | AN        | 1940           | 474.630         | 244,6               |
| Ascoli Piceno    | AP        | 1228           | 212.846         | 186,2               |
| Fermo            | FM        | 859            | 177.578         | 206,6               |
| Macerata         | MC        | 2774           | 321.973         | 116,1               |
| Pesaro in Urbino | PU        | 2564           | 364.896         | 141,9               |